# حساب المصفوفات
في الرياضيات, يكون حسبان المصفوفات (بالإنجليزية: matrix calculus)‏ عبارة عن ترميز متخصص للقيام بحسبان متعدد المتغيرات, وخصوصاً على فراغات المصفوفات, حيث تعرف أيضاً باسم تفاضل المصفوفات (بالإنجليزية: matrix derivative)‏. هذا النوع من الترميز مناسب تماماً لوصف أنظمة المعادلات التفاضلية, وأيضاً لأخذ تفاضلات الدوال ذو القيم المصفوفية وذلك بالنسبة إلى المتغيرات المصفوفية. يُستعمل ذا الترميز عادةً في الإحصاء وفي الهندسة, بينما يُفضل استعمال ترميز مؤشر التينسور Tensor index notation في الفيزياء.

## ملاحظة
تستعمل هذه المقالة تعريف آخر لحسبان المصفوفات والمتجهات عما هو موجود غالباً ضمن نظرية المقدرات وتمييز الأنماط. لذلك تظهر المعادلات الناتجة منقولةً مقارنةً بتلك المعادلات التي تُستعمل في الكتب الدراسية ضمن تلك الحقول.

## الترميز
فلتكن M(n,m) هو فضاء المصفوفات n×m ذو الأعداد الحقيقية مع n صف وm عمود، يُشار إلى المصفوفات عادةً باستعمال حرف لاتيني كبير بخط عليظ مثل: A, وX, وY, إلخ. يُشار عادةً إلى عنصر M(n,1), التي تسمى بمتجه عمودي column vector, بحرف لاتيني صغير بخط عليظ مثل: a, وx, وy, إلخ. يُشار إلى العنصر M(1,1)، التي تعتبر كمية قيلسية، بحرف لاتيني صغير بخط مائل مثل: a, وt, وx, إلخ. كما يُشار XT إلى نقل المصفوفات، و tr(X) إلى الاقتفاء, و det(X) إلى المحددة. يُفترض بأن تكون جميع الدوال من صنف قابلية المفاضلة differentiability class C1 ما لم يذكر خلاف ذلك. على العموم، تُستخدم نصف الحروف الأولى الأبجدية اللاتينية (a, b, c, …) للإشارة إلى الثوابت، وتُستخدم نصف الحروف الثانية (t, x, y, …) للإشارة إلى المتغيرات.

## حسبان المتجهات
بما أن فضاء M(n,1) تُعرف مع الفضاء الإقليدي Rn وفضاء M(1,1) تُعرف مع R, فأنه يمكن للترميزات المتنامية هنا بأن تستوعب في الغالب عمليات حسبان المتجهات.
- يكون متجه المماس للانجناء x : R → Rn هو:{\displaystyle {\frac {\partial \mathbf {x} }{\partial t}}={\begin{bmatrix}{\frac {\partial x_{1}}{\partial t}}\\\vdots \\{\frac {\partial x_{n}}{\partial t}}\\\end{bmatrix}}.}
- و يكون الممال gradient للدالة القياسية f : Rn → R
{\displaystyle {\frac {\partial f}{\partial \mathbf {x} }}={\begin{bmatrix}{\frac {\partial f}{\partial x_{1}}}&\cdots &{\frac {\partial f}{\partial x_{n}}}\\\end{bmatrix}}.}
إذا، يكون المشتقة الإتجاهية directional derivative للدالة f في الإتجاه v هو:{\displaystyle \nabla _{\mathbf {v} }f={\frac {\partial f}{\partial \mathbf {x} }}\mathbf {v} .}
- يوصف الدفع الأمامي أو التفاضلي للدالة f : Rm → Rn بواسطة مصفوفة جاكوبي
{\displaystyle {\frac {\partial \mathbf {f} }{\partial \mathbf {x} }}={\begin{bmatrix}{\frac {\partial f_{1}}{\partial x_{1}}}&\cdots &{\frac {\partial f_{1}}{\partial x_{m}}}\\\vdots &\ddots &\vdots \\{\frac {\partial f_{n}}{\partial x_{1}}}&\cdots &{\frac {\partial f_{n}}{\partial x_{m}}}\\\end{bmatrix}}.}
يكون الدفع الأمامي على طول الدالة f للمتجه v في الظاء Rm هو:{\displaystyle d\,\mathbf {f} (\mathbf {v} )={\frac {\partial \mathbf {f} }{\partial \mathbf {x} }}\mathbf {v} .}

## حسبان المصفوفات
لغرض تعريف مشتقات الدوال البسيط، لن يكون هناك الكثير من التغيرات في فضاء المصفوفات; ويكون فضاء المصفوفات ذو البعد n×m مساوية لشكل فضاء المتجهات Rnm. لدى الثلاث المشتقات المعروفة في حسبان المتجهات نسخ مشابهة لها هنا، على الرغم من التحذير الموجود في قسم المطابقات الموجود أدناه حول عملية المضاعفة.
- يكون متجه المماس للانحناء F : R → M(n,m) هو:{\displaystyle {\frac {\partial \mathbf {F} }{\partial t}}={\begin{bmatrix}{\frac {\partial F_{1,1}}{\partial t}}&\cdots &{\frac {\partial F_{1,m}}{\partial t}}\\\vdots &\ddots &\vdots \\{\frac {\partial F_{n,1}}{\partial t}}&\cdots &{\frac {\partial F_{n,m}}{\partial t}}\\\end{bmatrix}}.}
- و يكون الممال gradient للدالة القياسية f : M(n,m) → R
{\displaystyle {\frac {\partial f}{\partial \mathbf {X} }}={\begin{bmatrix}{\frac {\partial f}{\partial X_{1,1}}}&\cdots &{\frac {\partial f}{\partial X_{n,1}}}\\\vdots &\ddots &\vdots \\{\frac {\partial f}{\partial X_{1,m}}}&\cdots &{\frac {\partial f}{\partial X_{n,m}}}\\\end{bmatrix}}.}
لاحظ بأن فهرسة الممال بالنسبة إلى X هي مصفوفة منقولة بالمقارنة مع فهرسة X. كما تُعطى المشتقة الإتجاهية للدالة f في إتجاه المصفوفة Y بواسطة:{\displaystyle \nabla _{\mathbf {Y} }f=\operatorname {tr} \left({\frac {\partial f}{\partial \mathbf {X} }}\mathbf {Y} \right).}
- يكون تفاضل أو المشتقة المصفوفية للدالة F : M(n,m) → M(p,q) هو العنصر M(p,q) ⊗ M(m,n), وهو تنسور ذو الرتبة الرابعة (يشير انعكاس m وn هنا إلى الفضاء الثنائي للعنصر M(n,m)). وباختصار تكون المشتقة المصفوفية لتلك الدالة هي مصفوفة m×n كل عنصراً فيها هو مصفوفة p×q.
{\displaystyle {\frac {\partial \mathbf {F} }{\partial \mathbf {X} }}={\begin{bmatrix}{\frac {\partial \mathbf {F} }{\partial X_{1,1}}}&\cdots &{\frac {\partial \mathbf {F} }{\partial X_{n,1}}}\\\vdots &\ddots &\vdots \\{\frac {\partial \mathbf {F} }{\partial X_{1,m}}}&\cdots &{\frac {\partial \mathbf {F} }{\partial X_{n,m}}}\\\end{bmatrix}},}
و لاحظ بأن كل ∂F/∂Xi,j هو عبارة عن مصفوفة p×q كما ذًكر في الأعلى. لاحظ أيضاً بأن لدى هذه المصفوفة مصفوفة منقولة ومفهرسة; ولديها m صف وn عمود. إذاً, يكون الدفع الأمامي على طول الدالة F للمصفوفة n×m حيث يكون Y في M(n,m) هو:{\displaystyle d\mathbf {F} (\mathbf {Y} )=\operatorname {tr} \left({\frac {\partial \mathbf {F} }{\partial \mathbf {X} }}\mathbf {Y} \right),} مثل مصفوفات السد block Matrix.
لاحظ بأن هذا التعريف يشمل كل التعاريف السابقة حتى الحالات الخاصة.

## مطابقات
لاحظ بأن عملية مضاعفة المصفوفات ليست عملية تبديلية, لذلك في هذه المطابقات، يجب أن لا يتغير الترتيب.
- قاعدة السلسلة: إذا كان Z هو دالة Y والتي بدورها هي دالة X, وإذا كان جميع تلك الدوال هي متجهات عمودية، إذاً:{\displaystyle {\frac {\partial \mathbf {Z} }{\partial \mathbf {X} }}={\frac {\partial \mathbf {Z} }{\partial \mathbf {Y} }}{\frac {\partial \mathbf {Y} }{\partial \mathbf {X} }}}
- قاعدة الجداء: في جميع الحالات، عندما لا تطبق المشتقات نظرية حواصل ضرب التنسور (على سبيل المثال، لدىY أكثر ممن صف واحد ولدى X أكثر من عمود واحد), يكون:{\displaystyle {\frac {\partial (\mathbf {Y} \mathbf {Z} )}{\partial \mathbf {X} }}={\frac {\partial \mathbf {Y} }{\partial \mathbf {X} }}{\mathbf {Z} }+\mathbf {Y} {\frac {\partial \mathbf {Z} }{\partial \mathbf {X} }}}

## أمثلة

### اشتقاق الدوال الخطية
يسرد هذا القسم بعض من أشهر الصيغ التي تستعمل لاشتقاق المتجهات في المعادلات الخطية وذلك بالتعويض في متجه.
{\displaystyle {\frac {\partial \;{\textbf {a}}^{T}{\textbf {x}}}{\partial \;{\textbf {x}}}}={\frac {\partial \;{\textbf {x}}^{T}{\textbf {a}}}{\partial \;{\textbf {x}}}}={\textbf {a}}^{T}}
{\displaystyle {\frac {\partial \;{\textbf {A}}{\textbf {x}}}{\partial \;{\textbf {x}}}}={\frac {\partial \;{\textbf {x}}^{T}{\textbf {A}}}{\partial \;{\textbf {x}}^{T}}}={\textbf {A}}}

### اشتقاق الدوال التربيعية
يسرد هذا القسم بعض من أشهر الصيغ التي تستعمل لاشتقاق المتجهات في المعادلات المصفوفية التربيعية وذلك بالتعويض في كمية قياسية.
{\displaystyle {\frac {\partial \;{\textbf {x}}^{T}{\textbf {A}}{\textbf {x}}}{\partial \;{\textbf {x}}}}={\textbf {x}}^{T}({\textbf {A}}^{T}+{\textbf {A}})}
{\displaystyle {\frac {\partial \;({\textbf {A}}{\textbf {x}}+{\textbf {b}})^{T}{\textbf {C}}({\textbf {D}}{\textbf {x}}+{\textbf {e}})}{\partial \;{\textbf {x}}}}=({\textbf {D}}{\textbf {x}}+{\textbf {e}})^{T}{\textbf {C}}^{T}{\textbf {A}}+({\textbf {A}}{\textbf {x}}+{\textbf {b}})^{T}{\textbf {C}}{\textbf {D}}}
هناك إحدى المشتقات التي لها علاقة بهذا الموضوع وهي مشتقة النظيم الأقليدي Euclidean norm:
{\displaystyle {\frac {\partial \;\|\mathbf {x} -\mathbf {a} \|}{\partial \;{\textbf {x}}}}={\frac {(\mathbf {x} -\mathbf {a} )^{T}}{\|\mathbf {x} -\mathbf {a} \|}}.}

### اشتقاق الاقتفاءات المصفوفية
يعرض هذا القسم أمثلة عن التفاضل المصفوفي للمعادلات الاقتفائية الشائعة.
{\displaystyle {\frac {\partial \;\operatorname {tr} ({\textbf {A}}{\textbf {X}}{\textbf {B}})}{\partial \;{\textbf {X}}}}={\frac {\partial \;\operatorname {tr} ({\textbf {B}}^{T}{\textbf {X}}^{T}{\textbf {A}}^{T})}{\partial \;{\textbf {X}}}}={\textbf {B}}{\textbf {A}}}
{\displaystyle {\frac {\partial \;\operatorname {tr} ({\textbf {A}}{\textbf {X}}{\textbf {B}}{\textbf {X}}^{T}{\textbf {C}})}{\partial \;{\textbf {X}}}}={\textbf {B}}{\textbf {X}}^{T}{\textbf {C}}{\textbf {A}}+{\textbf {B}}^{T}{\textbf {X}}^{T}{\textbf {A}}^{T}{\textbf {C}}^{T}}

### اشتقاق المحددة المصفوفية
{\displaystyle {\frac {\partial \det \mathbf {X} }{\partial \mathbf {X} }}=\operatorname {adj} \,\mathbf {X} =\det \mathbf {X} \cdot \mathbf {X} ^{-1}.}

## العلاقة مع الاشتقاقات الأخرى
هناك تعريفات أخرى تُستعمل للقيام بالاشتقاقات في الفضاء متعدد المتغيرات. فبالنسبة إلى فضاء المتجه الطوبولوجي, يكون الاشتقاق الأكثر شيوعاً هو اشتقاق فريشيه Fréchet derivative, التي تستعمل النظيم. وفي حالة فضاء المصفوفات، هناك العديد من النظيمات المصفوفية matrix norms متوفرة، والتي تُعتبر جميعها متكافئة عندما يكون الفضاء محدود الأبعاد. على أية حال، إن الاشتقاق المصفوفي المُعرف في هذه المقالة ليست لها أي فائدة لأي عملية طوبولوجية في M(n,m). كما أنها أقتصرت فقط على ناحية الاشتقاقات الجزئية, التي تُعتبر حساسة فقط للتغيرات في بعدٍ واجد في زمنٍ ما، ولذلك فأنها ليست محددة ببنية تفاضلية كاملة للفضاء. على سبيل المثال، فأنه من الممكن لخريطة واحدة أن تحوي على جميع الاشتقاقات الجزئية الموجودة في نقطة، إلا أنه لم يعد هذا موجوداً في دراسة طوبولوجيا الفضاء. أنظر مبرهنة هارتوغز Hartogs' theorem كمثال. إن الاشتقاق المصفوفي ليست حالة خاصة لاشتقاق فريشيه لفضاء المصفوفات، بل أنه ترميز مستقل وأكثر سهولة لتتبع العديد من الاشتقاقات الجزئية للقيام بالحسابات عليها، على الرغم من أن هذه الدالة في هذه الحالة تكون مفاضلة فريشيه Fréchet differentiable, إلا إن كلا الاسمين يؤديان إلى نفس المعنى.

## استعمالات
تُستعمل حسبان المصفوفات لاستنتاج المقدرات العشوائية الأمثلية، وغالباً ما يتضمن على مضاعفات لاغرانج. وهذا يشمل اشتقاق:
- مرشح كالمان Kalman filter
- مرشح وينر Wiener filter
- خوارزمية التوقع الأقصى للخليط الغاوسي Expectation-maximization algorithm

## بدائل
تُعتبر ترميز مؤشر التنسور وتجميع أينشتاين متشابهتين جداً لحسبان المصفوفات، عدا إنها تكتب مركبة واحدة فقط في كل مرة. وتُعتبر هذه إجابية حيث يمكن للمرء يأن يتلاعب بالتنسورات عالية الرتبة اعتباطياً, بينما أن التنسورات ذا الرتبة الأعلى-من-أثنين صعب التلاعب بها بواسطة ترميز المصفوفات. لاحظ بأن المصفوفة يمكن أن تُعتبر تنسوراً بالرتبة الثانية.